# 渋沢敬三
渋沢 敬三（しぶさわ けいぞう、正字体：澁澤 敬三、1896年〈明治29年〉8月25日 - 1963年〈昭和38年〉10月25日）は、日本の実業家、財界人、民俗学者、政治家。第16代日本銀行総裁、第49代大蔵大臣（幣原内閣）。祖父・渋沢栄一から渋沢子爵家当主及び子爵位を引き継いだ。

## 生涯

### 財界人として
1896年（明治29年）8月25日、渋沢栄一の長男・篤二と妻・敦子の長男として生まれる（敬三の下に弟が2人がいる）。「敬三」は論語の一節「言忠信にして行篤敬ならば蛮貊（）の邦といえども行われん」（衛霊公第十五）より栄一が命名した。敦子の父（母方の祖父）は羽林家の公卿出身の元老院議官を務めた伯爵橋本実梁。
東京高等師範学校附属小学校（現・筑波大学附属小学校）、東京高等師範学校附属中学校（現・筑波大学附属中学校・高等学校）を卒業。1913年に父篤二が廃嫡されたこともあり、中学卒業時（1915年）には祖父の栄一により澁澤同族株式会社が設立され､同社の初代社長に就任。当初は動物学者を志し、仙台の第二高等学校農科への進学を志望していたが、敬三に期待する祖父・栄一が羽織袴の正装で頭を床に擦り付けて第一銀行を継ぐよう懇願したため、第二高等学校の英法科に進学する。
1918年（大正7年）、第二高等学校卒業後、東京帝国大学経済学部入学。
1921年（大正10年）山崎覚次郎博士のゼミナールにて「ビュッヘル氏の所謂工業経営階段と本邦に於ける其の適用に就て」を提出して卒業。
1921年、大学卒業後、横浜正金銀行に入行。1922年、ロンドン支店に着任（支店長は大久保利賢、のちに矢野勘治）。その間に木内重四郎、磯路夫妻の次女登喜子と結婚（媒酌人は和田豊治）。登喜子の父の重四郎は京都府知事等を務めた官僚で、登喜子の母磯路は三菱財閥の創始者岩崎弥太郎の次女である。その間の1925年（大正14年）には長男・渋沢雅英（渋沢栄一記念財団初代理事長）が誕生する。そして1926年（大正15年）に5年間に渡り勤務した横浜正金銀行を退職した。同年には祖父・栄一ゆかりの第一銀行取締役、澁澤倉庫取締役に就任。第一銀行副頭取などを経て1942年（昭和17年）に日本銀行副総裁、1944年（昭和19年）には第16代総裁に就いた。
第二次世界大戦直後、姻戚の幣原喜重郎首相（幣原の妻・雅子と敬三の姑・磯路は姉妹）に乞われて大蔵大臣に就任。およそ半年の在任中に預金封鎖、新円切り替え、高税率の財産税の臨時徴収等により、インフレーション対策と戦時中に膨らんだ国債等の国家債務の整理に当たった。またこの頃より高松宮家財政顧問も務めるようになった。一方で、渋沢家はGHQの財閥解体の対象となり、1946年（昭和21年）には創立以来敬三が社長を務めた澁澤同族株式会社も持株会社整理の対象となり、自らも公職追放の指定を受ける。 また、自ら蔵相として導入した臨時の財産税のために、三田の自邸を物納することになった。追放中の1948年（昭和23年）10月、兵器処理問題に関し、衆議院不当財産取引調査特別委員会に東久邇稔彦、津島寿一、次田大三郎らとともに証人喚問された。
1951年（昭和26年）追放解除後は、経済団体連合会相談役や、電電公社からの国際電話事業分離で特殊法人として設立された国際電信電話（KDD。現KDDI）の初代社長、財界が共同で設立した文化放送の会長（澤田節蔵の後継として就任）などを務めた。

### 民俗学者として
並行して、若き日の柳田國男との出会いから民俗学に傾倒し、漁業史の分野で功績を残した。祖父・栄一の没後の1932年（昭和7年）には、糖尿病の療養のため訪れた静岡県内浦（現在の沼津市）で大川四郎左衛門家文書を発見。 一つの村の400年にわたる歴史と海に暮らす人々の生活が記録されていたこの文書を持ち帰って、これを筆写した。 そしてアチックの同人らとともに纏めた『豆州内浦漁民史料』を刊行し、1940年（昭和15年）日本農学賞を受賞した。他に『日本釣魚技術史小考』、『日本魚名集覧』、『塩俗問答集』などを著した。
港区三田の自邸の車庫の屋根裏に、二高時代の同級生とともに動植物の標本、化石、郷土玩具などを収集した私設博物館「アチック・ミューゼアム（屋根裏博物館）」を開設（第二次大戦中に日本常民文化研究所と改称）。アチック・ミューゼアムに収集された資料は、東京保谷にあった日本民族学会附属の民族学博物館を経て、現在は大阪吹田・万博公園内の国立民族学博物館収蔵資料の母体となり、常民文化研究所は神奈川大学に移管された。なお三田の旧渋沢邸は、戦後国所有になり大蔵相公邸などに使われその後取り壊しの案も出たが、1991年（平成3年）に渋沢家で執事をしていた杉本行雄により青森県三沢市の古牧温泉渋沢公園へ移設され展示されていた。現在は所有権を清水建設が買い取り（清水建設の創業二代目がこの渋沢邸を設計した）、2023年（令和5年）に江東区潮見へ移築され、2025年（令和7年）4月より一般公開が行われている。東京・北区の飛鳥山公園内にある渋沢史料館でも敬三の事績が紹介されている。
また、栄一没後に竜門社が企画した「日本実業史博物館」を主導し、書籍、絵画（含む広告）、器物、紙幣など近世経済史資料の収集を進めるが、戦時統制経済の影響で建築資材が集められずに挫折する。戦後も建設を模索し続けたが実現せず、収集された資料は1951年に文部省史料館に寄託、1962年に敬三自身により正式に寄贈している。
多くの民俗学者も育て、岡正雄、宮本常一、今西錦司、江上波夫、中根千枝、梅棹忠夫、網野善彦、伊谷純一郎らが海外調査に際し、敬三の援助を受けている。他にも多くの研究者に給与や調査費用、出版費用など莫大な資金を注ぎ込んで援助し、自らも民俗学にいそしんだのは、幼い頃から動物学者になりたかったものの諦めざるを得なかった心を癒したものとみえる。敬三と、柳田をはじめ多くの研究者との交友の様子は、友人でもあった岡茂雄（岡書院店主）の回想『本屋風情』に詳しく記載されている。

### 晩年・死去
1960年、旅先の熊本にて倒れる。以後入退院が増える。1961年、東洋大学の理事に就任する。小川原湖民俗博物館開設。1963年、朝日賞受賞。東洋大学の名誉文学博士号を授与される。受賞後、体調を崩し入院。
1963年10月25日、虎の門病院にて糖尿病と腎萎縮を併発し死去。満67歳没（享年68）。

## 年譜
- 1896年（明治29年） - 8月25日に渋沢篤二と妻敦子の長男として東京・深川に生まれる[12]。　祖父の栄一から「敬三」という名を名付けられる。
- 1900年（明治33年） - 祖父の渋沢栄一が男爵に叙される。
- 1909年（明治42年） - 東京高等師範学校附属小学校（現・筑波大学附属小学校）を卒業。東京高等師範学校附属中学校（現・筑波大学附属中学校・高等学校）入学。深川でペストが流行ったため、三田に転居[13]。
- 1913年（大正2年） - 渋沢家の嫡男である父・篤二が病気の為に廃嫡。祖父の栄一は敬三を後継者に指名。
- 1914年（大正3年） - 柳田國男と初めて出会う。
- 1915年（大正4年） - 4月に東京高等師範学校附属中学校を卒業すると同時期に、澁澤同族株式会社が設立され同社の社長となる。7月には仙台の第二高等学校試験に合格し、9月に同校に入学する。
- 1918年（大正7年） - 7月第二高等学校卒業し、9月に東京帝国大学法科大学経済学科入学。
- 1920年（大正9年） -祖父・ 渋沢栄一、子爵に陞爵。
- 1921年（大正10年） -「アチック・ミューゼアム（屋根裏博物館）」 をつくる。東京帝国大学経済学部（1919年に、学部制導入時に法学部から分離独立）を卒業し、横浜正金銀行に入行。
- 1922年（大正11年） - 岩崎弥太郎の孫・木内登喜子と結婚。同年、ロンドン支店勤務を命ぜられ、渡英。
- 1925年（大正14年） - 長男・渋沢雅英（渋沢栄一記念財団相談役（初代理事長）、MRAハウス理事）誕生。同年、栄一の体調おもわしくなく、帰国[13]。
- 1926年（昭和元年） -栄一が高齢になったため、横浜正金銀行を退職し、家業である第一銀行の取締役、澁澤倉庫の取締役に就任。
- 1927年（昭和2年） -次男・渋沢紀美（夭折）誕生。
- 1930年（昭和5年） - 長女・佐々木紀子（佐々木繁弥と結婚）誕生。
- 1931年（昭和6年） - 祖父栄一死去にともない子爵を襲爵。
- 1933年（昭和8年） - 次女・服部黎子（服部勉と結婚）誕生。
- 1934年（昭和9年） - 日本民族学会を設立し、理事となる。
- 1937年（昭和12年） - 保谷に民族学博物館を開設し、アチック・ミューゼアムの資料を移管する。
- 1941年（昭和16年） - 第一銀行副頭取就任。
- 1942年（昭和17年） - 日本銀行副総裁就任。
- 1944年（昭和19年） - 日本銀行総裁就任。
- 1945年（昭和20年） - 3月17日、貴族院議員就任[14]（1946年6月10日辞任[15]）。空襲により三田の自邸一部焼失。幣原内閣の大蔵大臣に就任し日本銀行総裁辞任。
- 1946年（昭和21年） - 預金封鎖、新円切り替え実施。内閣総辞職により蔵相辞任。高松宮家財政顧問となる。澁澤同族株式会社が財閥解体の持株会社指定を受ける。公職追放。蔵相として自ら創設した財産税のため三田の自邸物納。
- 1947年（昭和22年） - 妻登喜子と別居。
- 1949年（昭和24年） - 水産庁に水産資料館設置を進言。
- 1951年（昭和26年） - 公職追放解除。経済団体連合会相談役に就任。
- 1953年（昭和28年） - 国際電信電話（KDD）設立に伴い、社長に就任。十和田科学博物館開設。在日沖縄戦災校舎復興後援会会長。
- 1955年（昭和30年） - 渋沢栄一伝記資料刊行会より『渋沢栄一伝記資料』の刊行を開始する。
- 1956年（昭和31年） - 文化放送会長、KDD会長、日本モンキーセンター初代会長に就任。
- 1957年（昭和32年） - 外務省移動大使として、中南米各国を歴訪。日本電波塔株式会社設立時の取締役に就任。
- 1960年（昭和35年） - 旅先の熊本で倒れる。東京大学附属病院に入院、以来入退院が多くなる。
- 1961年（昭和36年） - 東洋大学の理事に就任。小川原湖民俗博物館開設。
- 1963年（昭和38年） - 朝日賞受賞。東洋大学の名誉文学博士号を授与される。文部部省史料館に寄贈した民俗資料の収蔵庫が落成。5月にその式典に出席。同年、10月25日に虎の門病院にて糖尿病と腎萎縮を併発し死去。満67歳没（享年68）。長男・雅英を始めとする家族に見守られながらの死であった。没後まもなく勲一等瑞宝章を授与される。墓所は渋沢子爵家代々の墓所がある谷中霊園(乙11-1)にある。

## 家族・親族

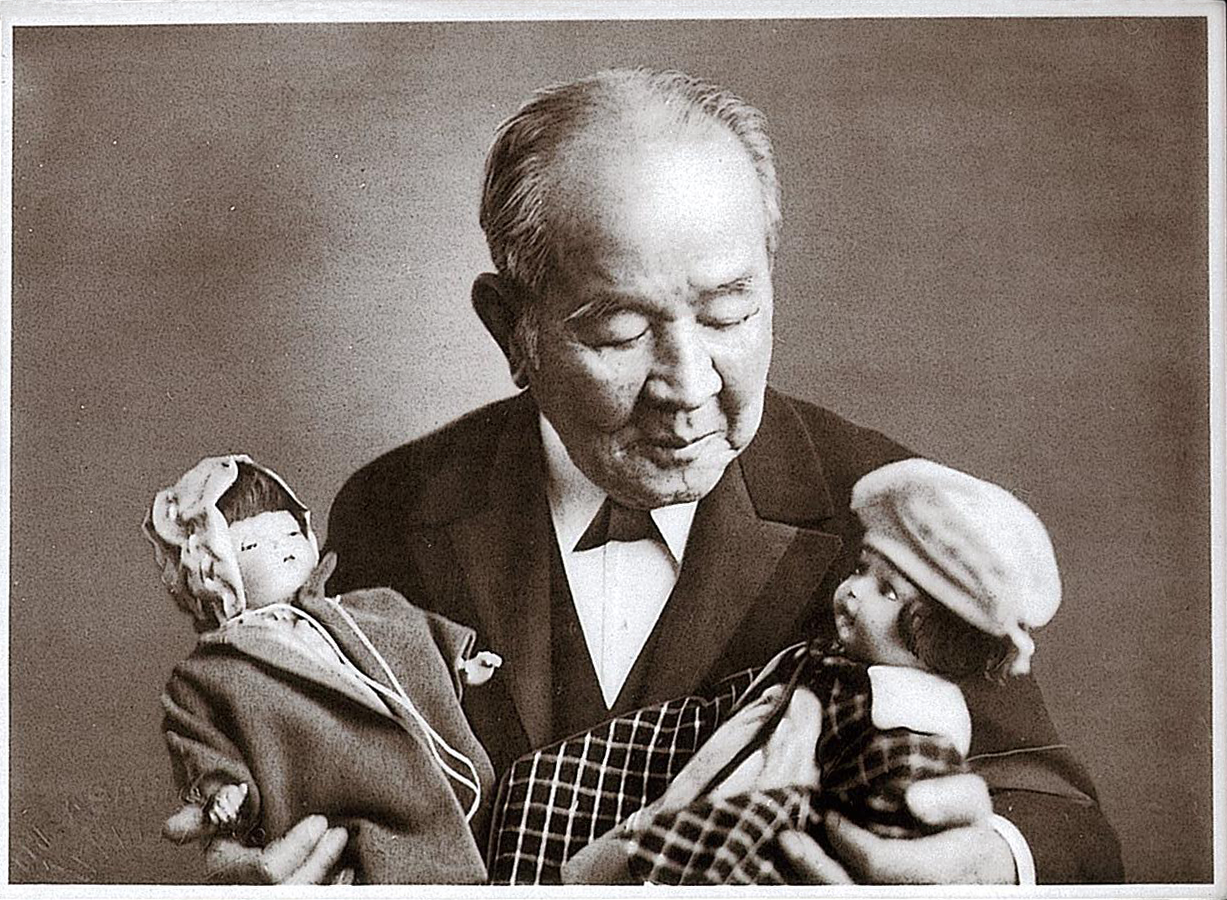
父方祖父の渋沢栄一。

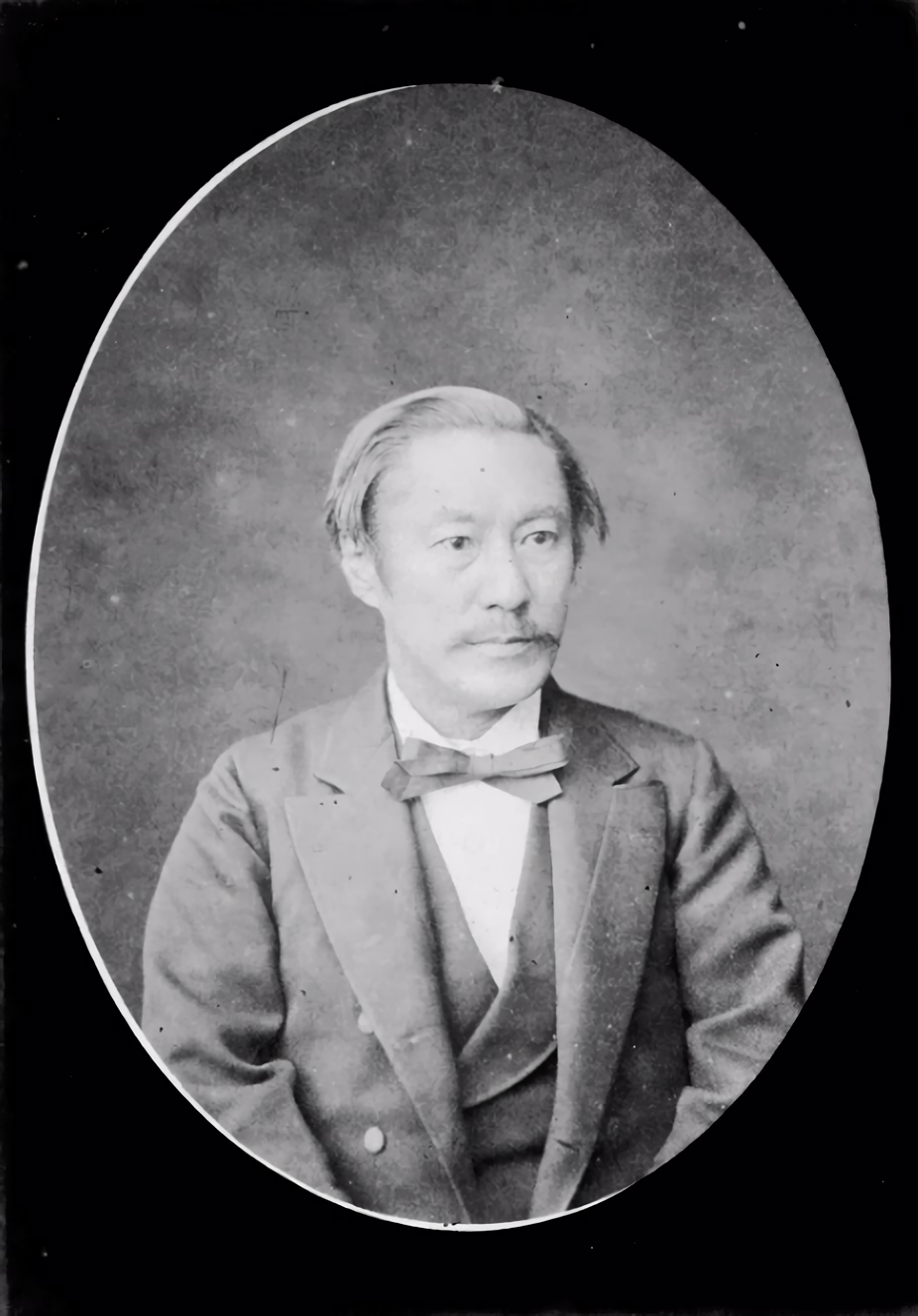
母方祖父の橋本実梁。

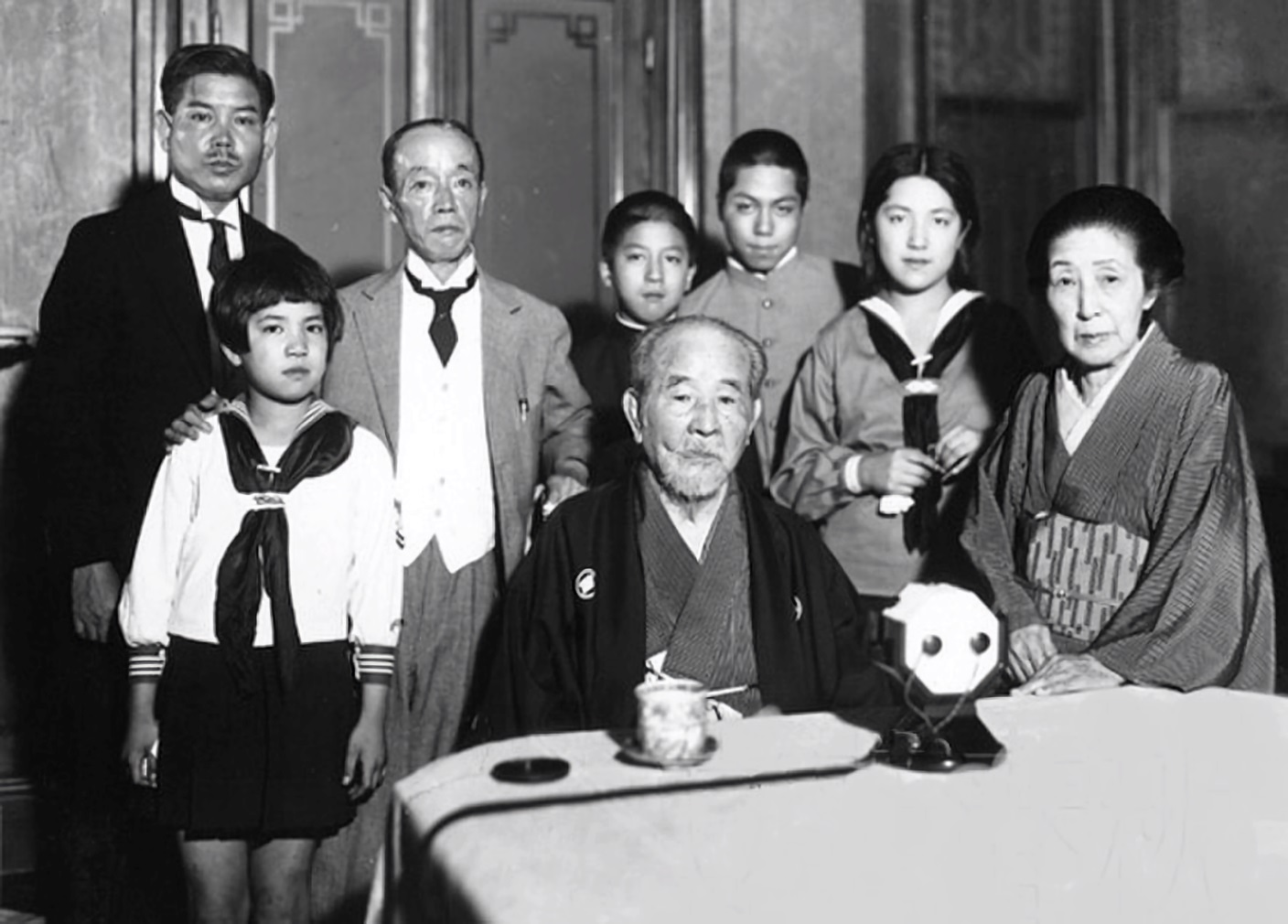
渋沢家の人々。

### 渋沢家
- 祖父・栄一（官僚、実業家）
天保11年2月（1840年3月）生 - 1931年（昭和6年）11月没[16]
- 祖母・千代（実業家・尾高惇忠の妹[17]）
天保12年（1841年）生[17] - 1882年（明治15年）没[17]
- 父・篤二
明治5年（1872年）生 - 1932年（昭和7年）10月没[16]
栄一・千代夫妻の長男。10歳で母・千代を亡くし、父・栄一が再婚したため、姉の穂積歌子、陳重夫婦に養育される。1886年、14歳で龍門社社長となり『龍門雑誌』刊行開始。1892年、20歳で第五高等学校中退、栄一に謹慎を命じられたのち、1895年、23歳で結婚、翌1896年、敬三誕生。翌1897年、栄一により渋沢家直轄事業として澁澤倉庫部が設立され、倉庫部長に就任（のち取締役会長）[18]。1899年、義兄穂積陳重の渡欧に随行、各国を歴訪し帰国後、第一銀行に勤務[19]。趣味多く、写真撮影、常磐津、都都逸なども玄人はだしの才人で、1911年には新聞に新橋芸者・玉蝶（本名・岩本イト、1887年 - 1955年）との仲が報じられる[20]。敬三が18歳となった1913年に栄一の決定により篤二を廃嫡とし、篤二長男の敬三を嫡孫とした。篤二が一族の長となるには蒲柳の質が心配されており、栄一は自身の没後の篤二と、その異母弟らとの家督を巡る争いの芽を摘むための措置をとったものとも考えられている[21]。父・栄一、姉・歌子が没した翌1932年、玉蝶と20年間暮らした白金の邸宅で61歳で死去[22]。敬三自身が没する1963年秋に『瞬間の累積 渋沢篤二明治後期撮影写真集』を私家版で刊行した。
- 母・敦子（伯爵・橋本実梁の娘）
1880年（明治13年）生 - 1943年（昭和18年）3月没[16]
1895年に篤二と結婚し、3児をもうける。
- 長弟・信雄
1898年（明治31年）6月生 - 1967年（昭和42年）2月没
京都帝国大学哲学科卒業後、丸善の元洋書担当福本初太郎とドイツ語書籍輸入の福本書院を1925年より共同経営の傍ら、祖父・渋沢栄一が設立に関わった秩父鉄道、東京製綱取締役、澁澤倉庫監査役に名を連ねた[23]。音楽家・齋藤秀雄の妹で聖心女子学院卒の敦子と結婚、1938年に目黒区上大崎に建てた自邸の洋館は1985年に志賀高原に移築され、資料館「志賀山文庫」を経て、2017年よりレストランとして利用されている[24][25]。
- 末弟・智雄
1901年（明治34年）3月生 - 1947年（昭和22年）没
北海道帝国大学農学部卒業後、澁澤倉庫常務を務めた[23]。
- 妻・登喜子（政治家・木内重四郎の娘）
1902年（明治35年）生 - 1994年（平成6年）没
木内重四郎・磯路夫妻の娘。母方の祖父は三菱財閥創業者の岩崎弥太郎。東京女高師付属高女、東京女子大学英文科卒。兄・木内良胤と敬三は東京高等師範学校附属中学校の同級生だった。三児をもうけたが、戦後敬三と子供らを置いて家を出、得意の英語を生かして外資系企業の社長秘書や近所の子供に英語を教えるなどして自活し、1970代までスキー、登山を趣味とし、91歳で没した[26]。
- 長男・雅英
1925年（大正14年）2月生[16] -
公益財団法人渋沢栄一記念財団初代理事長（現在は非常勤の相談役）。ロンドンで生まれ、武蔵高等学校 (旧制)、前橋陸軍予備士官学校、陸軍少尉を経て東京大学農学部卒業、東京食品ロンドン駐在員を一年で辞し、米国でキリスト教系の道徳再武装（MRA）運動に専従、帰国後MRAアジアセンターの語学学校経営など同団体の活動を続け、1994年から2003年は、曾祖父・渋沢栄一が設立に関わった東京女学館館長（第12代）に就いた[27]。1997年から2020年まで、公益財団法人渋沢栄一記念財団理事長。『父・渋沢敬三』など著書多数。また、2023年1月の鮫島純子の死去により[28]、生前の栄一と面識ある子孫で、存命するのは雅英のみである。
- 次男・紀美
1927年（昭和2年）2月生[16] - 1928年（昭和3年）4月没[16]
- 長女・紀子
1930年（昭和5年）1月生[16] -
佐々木繁弥の妻[29]。
- 次女・黎子
1933年（昭和8年）7月2日生[16] -　
微生物学者の服部勉の妻。なお、黎子自身も微生物学者である。
- 孫・田鶴子
1952年（昭和27年）[16] -
長男・雅英の娘。福祉学者、渋沢栄一記念財団理事、MRAハウス理事。
- 孫・雅明
1954年（昭和29年）[16] -2016年(平成28年)
雅英の長男[30]。
- 孫・佐々木繁俊
1956年（昭和31年） -
長女・紀子と佐々木繁弥の長男。

## 主な著書・編著
- 『祭魚洞雑録』 郷土研究社、1933年
- 『祭魚洞襍考（さいぎょどうざっこう）』 岡書院、1954年
- 『東北犬歩当棒録』 産業経済新聞社、1955年
- 『南米通信 アマゾン・アンデス・テラローシャ』 角川書店、1958年
- 『日本魚名集覧』 角川書店、1958年
- 『日本魚名の研究』 角川書店、1959年
- 『犬歩当棒録』 角川書店、1961年
- 『日本釣漁技術史小考』 角川書店、1962年
- 編著『絵巻物による日本常民生活絵引』（全5巻）、角川書店、1965-1968年
  - 平凡社（神奈川大学日本常民文化研究所 編、復刻全5巻、別冊・総索引解説）、1984年、新版2006年
- 『澁澤敬三－民族学の組織者 日本民俗文化大系3』 宮本常一編・解説、講談社、1978年
- 『澁澤敬三著作集』 平凡社（全5巻）、1992-1993年。網野善彦・渋沢雅英ほか編

1. 『祭魚洞襍考・続 祭魚洞襍考ほか』
2. 『日本魚名の研究　日本釣漁技術史小考』
3. 『犬歩当棒録・祭魚洞雑録ほか』
4. 『南米通信・雁信集・旅譜と片影ほか』
5. 『未公刊論文・随想・年譜・総索引』

- 『渋沢敬三－小さき民へのまなざし』川島秀一編 「やまかわうみ別冊」アーツアンドクラフツ、2018年

## 関連文献
- 『澁澤敬三先生景仰録』（同編集委員会編、東洋大学、1965年）
- 渋沢雅英『父・渋沢敬三』（実業之日本社、1966年）
- 『澁澤敬三』（澁澤敬三伝記編纂刊行会（上・下）、1979-81年）
- 佐野眞一『旅する巨人　宮本常一と渋沢敬三』（文藝春秋、1996年／文春文庫、2009年）
- 佐野眞一『渋沢家三代』（文春新書、1998年）
- 拵嘉一郎『澁澤敬三先生と私－アチック・ミューゼアムの日々』（平凡社、2007年）
- 宮本常一『宮本常一著作集50 渋沢敬三』（田村善次郎編、未來社、2008年）
- 丸山泰明『渋沢敬三と今和次郎－博物館的想像力の近代』（青弓社、2013年）
- 由井常彦・武田晴人編『歴史の立会人－昭和史の中の渋沢敬三』（日本経済評論社、2015年）
- 加藤幸治『渋沢敬三とアチック・ミューゼアム』（勉誠出版、2020年）
- 畑中章宏『傍流の巨人 渋沢敬三－民俗と実業の昭和史』（現代書館、2024年）

- 『歴史と民俗 特集 渋沢敬三と日本の近代』 神奈川大学日本常民文化研究所論集39号（平凡社、2023年）、論考7篇
- DVD『学問と情熱 第34巻 渋沢敬三 常民へのまなざし』（紀伊國屋書店評伝シリーズ、2007年）　
藤原道夫演出・佐野賢治監修、ナレーター中井貴恵（65分）

展覧会図録
- 渋沢史料館 編『特別展図録 屋根裏のはくぶつかん　渋沢敬三と民俗学』1988年。
- 近藤雅樹 編『図解 大正昭和くらしの博物誌―民族学の父・渋沢敬三とアチック・ミューゼアム』河出書房新社、2001年。国立民族学博物館 特別展図録
- 『屋根裏の博物館　実業家渋沢敬三が育てた民の学問』（神奈川大学、横浜市歴史博物館、2002年）
- 『屋根裏部屋の博物館』（国立民族学博物館監修、淡交社、2013年）。没後50年企画
- 渋沢史料館 編『祭魚洞祭：渋沢敬三没後50年企画展』公益財団法人渋沢記念財団渋沢史料館、2013年。 NCID BB13917096。

## 登場作品
テレビドラマ
- 青天を衝け（NHK大河ドラマ、2021年、演 : 笠松将）